# 二氢法尼醇
二氢法尼醇是一种有机化合物，化学式C
15H
28O，存在于大豆（Glycine max）等植物中。